# لوغان دوولي
لوغان دوولي (بالإنجليزية: Logan Dooley)‏ هو ترامبوليني ‏ أمريكي، ولد في 26 سبتمبر 1987.

## وصلات خارجية
- لوغان دوولي على موقع الاتحاد الدولي للجمباز (biography) (الإنجليزية)
- لوغان دوولي على موقع أوليمبيديا (الإنجليزية)